# Débat
Der Débat (frz. débat „Wortwechsel, Streitgespräch“) ist eine lyrische Gattung der mittelalterlichen französischen Literatur. Wegen seiner Dialogform ist er eng mit dem Dit, einem Streitgedicht, verwandt.
Er behandelt in allegorischer Einkleidung auf didaktische Weise meist theologische und moralische Themen, z. B. den Streit zwischen Seele und Körper (Desputeison del cors et de l’ame), zwischen Enthaltsamkeit und Völlerei (Bataille de Caresme et de Charnage) oder einen Rangstreit zwischen einem Kleriker und einem Ritter (Débat du clerc et du Chevalier). Es finden sich aber auch Gedichte über Liebe und erotische Themen. Débats wurden überwiegend von heute anonymen Dichtern bis ins 15. Jahrhundert hinein verfasst. Sie finden sich allerdings auch im Werk von Rutebeuf (u. a. Desputizon dou croisie et dou descroisie) und bei François Villon (Débat du Cœur et du Corps).